# Yogeshwar Dutt
Yogeshwar Dutt (n. 2 noiembrie 1982, Sonipat district⁠(d), Haryana, India) este un luptător ce a reprezentat India, medaliat olimpic. A participat la 3 ediții ale Jocurilor Olimpice (2004, 2008, 2012) în care a câștigat o medalie de bronz.